# Повстання селян Шепетівської округи (1930)

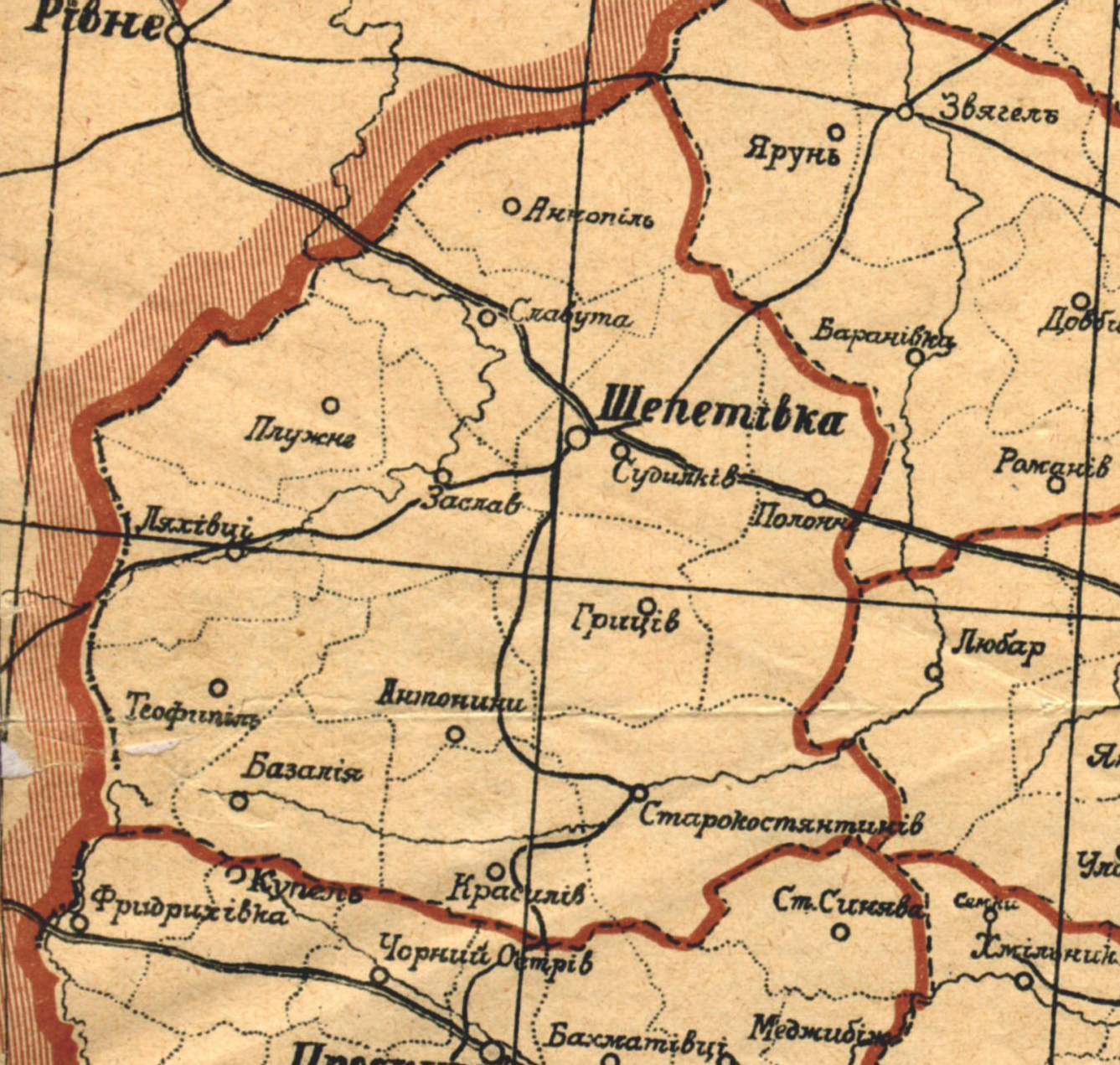
Шепетівська округа. Фрагмент мапи УСРР 1923 року

Прапор який використовували повсталі селяни

У 1930 мешканці Плужного підняли повстання проти більшовиків, яке поширилося на довколишні села та райони й було придушене військами ОДПУ. Напередодні бюро Шепетівського окружкому КП(б)У ухвалило рішення про закриття церкви в селі та виселення селянських сімей. Але незабаром на вимогу громади церковну будівлю повернули. 20 лютого на вдячному молебні були присутні біля двох тисяч вірян з дев'яти сіл. Вийшовши з церкви на вулицю, жінки почали кричати: «Не чіпайте церков!», «Не чіпайте куркулів!», «Геть колективізацію!», «Геть радянську владу, будемо вибирати старосту!» Спершу натовп кинувся розбирати усуспільнене зерно та інвентар. Далі юрба чисельністю більш ніж 400 осіб попрямувала в сторону кордону з Річчю Посполитою, імітуючи спробу його перетину, але за чотири кілометри від нього була зупинена загоном піднятих за тривогою прикордонників. Після переговорів селяни повернулися до Плужного, а далі роз'їхалися по домівках, дорогою агітуючи до спільних виступів. Наступного дня повстання охопило 22 села Плужненського району. Ще через день заворушення охопили 13 районів округи. У багатьох селах були вигнані сільські ради, розгромлені склади з посівним зерном, розібраний усуспільнений інвентар. Майже одночасно спалахнуло повстання й у сусідній Бердичівській окрузі. 24 лютого з Харкова надійшов наказ кинути на села всіх активістів, а охоплені заворушеннями села оточили маневровими групами Славутського та Ямпільського прикордонних загонів, заарештувати керівників заворушень. Для ліквідації селянських волинок у Шепетівку було скеровано 20 комуністів з Харкова і 75 озброєних курсантів школи міліції. 27 лютого на важливий залізничний вузол Козятин терміново прибув член політбюро ЦК ВКП(б), голова ОДПУ УСРР Всеволод Балицький. За його наказом для придушення повстання в Шепетівську округу були введені великі сили військ ОДПУ, які й розправилися з повсталими. У ході зіткнень вбито і поранено 49 селян, більше 2 тисяч заарештовано. Священиків оголошено конрреволюціонерами.
Підсумовуючи події, 10 березня 1930 року, голова ОДПУ УСРР Всеволод Балицький написав генеральному секретарю ЦК КП(б)У Станіславу Косіору:

Передайте ЦК. тов. Косіору тільки, що вернувся з об'їзду деяких сіл Плужнянського району був також у Плужному звідки виник і поширився рух у селах. Безумовно настав перелом у всіх 22-х селах, де не функціонували сільради декілька днів. Завдяки оперативним заходам у здійсненій політичній роботі, радянська влада відновлена у більшості сіл. Сози залишились, але з меншою кількістю членів. В деяких селах селяни, які розібрали зерно, повертають його знову до созу і просять включити до созу, баби, які брали участь у волинці приходять до сільради із каяттям і видають куркулів, їх зачинщиків. Після арештів баби затихли оскільки не розраховували, що їх за безчинність будуть заарештовувати. Ляховецький район, який межує із Плужним ще не зовсім заспокоївся. Сьогодні у деяких селах відбувалися спалахи повстань, із значною кількістю учасників і не тільки жінок. Стихійні виступи і хвилювання відбулися у Ганнопільському, Заславському, Судилківському районах, але в цих районах у зв'язку із потужним оперативним втручанням комуністів і перекиданням чекістів селянський рух
не розрісся до розмірів як у Плужнянському районі.

## Зауваги
1. ↑  Зокрема 31 січня 1930 року в одному з директивних листів Шепетівського округового комітету комсомолу вимагалося: «Треба підтягти антирелігійний фронт, максимально підсилити антирелігійну роботу, спрямовуючи її в бік повної ліквідації релігійних забобонів, повного витіснення релігійних свят, ліквідації церков». Див.: На межі тисячоліть: Християнство як феномен культури / Ред. Р. П. Іванченко-Іванова. — Київ: Науково-методологічний центр вищої освіти, Міністерство освіти України, Українська православна церква, Київський патріархат, Міжрегіональний центр лінгвістики і права, 2000. — С. 36.
2. ↑  На березень 1930 року припав пік так званого розкуркулення селянських господарств Шепетівської округи. Всіх заарештованих, у тому числі священиків, було засуджено до великих строків ув'язнення або заслання, що в тодішніх умовах прирівнювалося до кари на смерть. Церкви, навіть відкриті після закриття, були закриті і піддані нищенню. З більшовицького звіту відомо, що: «В тих районах, де завдано нищівного удару шляхом масового вилучення (арешту) контрреволюційного активу з куркульства, де нами розгорнута широка масова політробота, настав спокій (Плужне, Ізяслав).» Див.: Історія релігій в Україні: Матеріали ІХ міжнародної конференції. – Львів. – 1999. – Книга ІІ. — С. 5.